# Каратайкыз
Каратайкыз - нефтяное месторождение в Казахстане. Расположено в Атырауской области. Открыто в 1958 году. Разработка началась в 2006 году.
Плотность нефти составляет 0,894-0,899 г/см3 или 26° API. Нефть малосернистая 0,32%, малопарафинистая 0,64%. 
Нефтеносность связана с отложениям неокомского и юрского возрастов. Залежи на глубине 0,2-0,3 км. Начальные запасы нефти 20 млн тонн.
Оператором месторождение является канадская нефтяная компания Arawak Energy.